# Stanisław Kostka Ortyński
Stanisław Kostka Ortyński herbu Łabędź (ur. ok. 1708, zm. 1779 w Brahiłowie) – podczaszy zwinogrodzki w 1758 roku, sędzia pograniczny i konsyliarz województwa bracławskiego w konfederacji barskiej w 1768 roku.

## Życiorys
Był pułkownikiem Kozaków humańskich, komendantem policji nadwornej Franciszka Salezego Potockiego, w 1746 został cześnikiem zwinogrodzkim, bronił Humania przed najazdami Kozaków i wyprawiał się w odwecie na Sicz - 1745, 1749 i 1757. Był komisarzem dóbr brahiłowskich, połączył Brahiłów i Humań traktem (160 km), zakładając wzdłuż traktu osady wiejskie. 28 kwietnia król August III mianował go mianował go sędzią pogranicznym województwa bracławskiego powierzając mu sprawy cywilne i majątkowe. W 1764 podpisał elekcję Stanisława Augusta Poniatowskiego w imieniu województwa kijowskiego. W załączniku do depeszy z 2 października 1767 roku do prezydenta Kolegium Spraw Zagranicznych Imperium Rosyjskiego Nikity Panina, poseł rosyjski Nikołaj Repnin określił go jako posła wrogiego realizacji rosyjskich planów na sejmie 1767 roku, poseł województwa bracławskiego na sejm 1767 roku. Na sejmie tym uzyskał rozszerzenie swoich uprawnień sędziowskich o sprawy kryminalne. 
Jako regimentarz chorągwi koronnych i oddziałów szlachty ukraińskiej (wystawionych własnym sumptem) wziął udział w konferdracji barskiej. Spiesząc na odsiecz oblężonym w Berdyczowie poniósł klęskę i ranny został wzięty do niewoli pod Koziatynem. Odmówił współpracy, więziony w Połonnym wywieziony został do Tobolska. Mimo amnestii dla konfederatów zwolniono go dopiero po osobistym wstawiennictwie króla. Powrócił na przełomie 1773 i 1774 roku. W 1774 wydał zbiór modlitw Droga ubita do nieba przy rozpatrywaniu męki Jezusowej oraz  Gościniec prosty do nieba życiem Syna Bożego utorowany ojca Franciszka Dzielowskiego w obu pozycjach zamieścił swoje przemyślenia, rozważania i dzieje swojej niewoli. W Brahiłowie w ogrodzie trynitarzy ufundował stacje drogi krzyżowej. W czasie sejmu rozbiorowego został wybrany do trzech komisji mających rozsądzać sprawy sporne i majątkowe na Ukrainie. O jego życiu prywatnym wiadomo niewiele ożenił się z Katarzyną Wronowską, a jego córka Teresa była żoną Antoniego Wieczfińskiego (zm. 1803) podsędka kijowskiego. Ortyński pochowany został u trynitarzy w Brahiłowie.